# Transeius echium
Transeius echium är en spindeldjursart som först beskrevs av John Stanley Beard 200.  Transeius echium ingår i släktet Transeius och familjen Phytoseiidae. Inga underarter finns listade i Catalogue of Life.